# Mkuyuni
Mkuyuni è una circoscrizione rurale (rural ward) della Tanzania situata nel distretto rurale di Morogoro, regione di Morogoro. Conta una popolazione di 17 935 abitanti (censimento 2012).